# .zr
.zr er et nationalt topdomæne der var reserveret til det daværende Zaire.
Da Zaire tog navneforandring til Demokratiske Republik Congo i 1997, blev domænet langsomt udfaset og endeligt slettet i 2001.
| Nationale topdomæner | Spire Denne artikel om nationale topdomæner er en spire som bør udbygges. Du er velkommen til at hjælpe Wikipedia ved at udvide den. |